# Chiesa di Santa Maria a Frena
La chiesa di Santa Maria a Frena si trova nel comune di Firenzuola, a metà costa del monte Frena o Frenaio.
Il suo nome si attribuisce ad una tribù di  freniti, popolo ligure. Anticamente essa era una pieve, il cui territorio si snodava tra Casetta di Tiara e Moscheta, arrivando fino a Ronta.
La chiesa sussiste fino dal 1497 e, in precedenza, era situata vicino a Poggialto col nome di San Niccolò. Poi ebbe la sua sede nell'oratorio di Santa Maria. Fu restaurata nel 1789; al di sopra del luogo in cui essa sorge, in una località chiamata  Castello, restano i ruderi dei castelli degli Ubaldini.